# Auguste Laurent de Rémusat
Pour les autres membres de la famille, voir Famille Rémusat.
Pour les articles homonymes, voir Laurent et Auguste Laurent (homonymie).
Auguste-Laurent, comte de Rémusat, né le 28 avril 1762 à Valensole et mort le 15 mai 1823 à Paris, est un homme politique français du Premier Empire et la Restauration française.

## Biographie
Né à Valensole, il est issu de la famille de Rémusat, une famille originaire de Guillaumes, établie vers 1630 à Marseille pour y faire le commerce, qui devient assez importante pour compter plusieurs échevins, un maire en 1723, et s'élever aux rangs inférieurs de la noblesse. Il est le fils de Jean-Jacques de Rémusat, riche négociant marseillais, et de Marie-Anne de Candolle (veuve de son cousin Charles de Rémusat) qui appartient à l'ancienne noblesse de la province. 
Son père lui achète en 1781 l'office d'avocat général à la Cour des Aides de Provence, à Aix-en-Provence. Il épouse en 1783 Charlotte de Saqui de Sannes, fille du procureur général de la Cour des Aides, qui meurt après être accouchée d'une fille qui ne vécut pas.
Après la suppression des cours dites souveraines par l'Assemblée constituante en 1790, il vient à Paris, délégué par sa compagnie pour s'occuper de l'affaire des remboursements de charges. Il y reste pendant la Terreur. Il lui reste peu de fortune. Il a des relations d'amitié avec Charles de Vergennes, le neveu du ministre de Louis XVI. Lorsque celui-ci est arrêté en novembre 1793 avec son fils et écroué à la prison de Saint-Lazare, il aide sa femme et ses deux filles et accepte l'hospitalité à Saint-Gratien dans la vallée de Montmorency, propriété des Vergennes, lorsque, en avril 1794, la Convention interdit aux ex-nobles le séjour à Paris.
Le 9 février 1796, il épouse à Saint-Gratien la fille aînée, Claire Élisabeth de Vergennes qui a 16 ans. De leur union, naissent Charles de Rémusat en 1797 (✝ 1875) et Albert en 1801 (✝ 1830), « enfant mal conformé et qui ne se développa jamais complètement sous aucun rapport ».
Claire de Rémusat a la chance d'être choisie, en 1802, à 22 ans, par Madame Bonaparte, femme du Premier Consul qui connait sa mère, comme dame d'honneur au Palais des Tuileries. Pour ne pas séparer les jeunes époux, Auguste est nommé préfet du Palais. 
Sous l'Empire, les charges des deux époux vont s'accroître, l'une devenant dame du Palais de l'Impératrice, l'autre premier chambellan de l'Empereur (sous le grand chambellan Talleyrand dont il devient le protégé), surintendant des Théâtres impériaux et comte de l'Empire en 1808. En 1809, il achète le château de Lafitte, propriété du frère de sa belle-mère, Adélaïde de Bastard, saisi par ses créanciers à sa mort en 1794.

Son fils Charles raconte : 

« Une bonne partie du service de la cour roulait sur mon père ; les réceptions, les cercles, les concerts, les spectacles, les invitations, même les voyages, et ce qu'on appelait la garde-robe de l'Empereur. Tout cela lui imposait une foule de soins et de devoirs très enviés, très assujettissants dont il était difficile, nécessaire et peu satisfaisant de s'acquitter. Mon père était exact et même laborieux quand les contrariétés ne le décourageaient pas; il prenait sa besogne consciencieusement, il connaissait assez le monde, avait assez de manières d'ancien régime pour entrer avec aisance dans le rôle qui lui était échu. Sa façon de faire réussissait; sans se mettre en avant il était ponctuel, parlait peu, ne demandait rien. Il avait une grande égalité d'humeur, de la prudence et de l'adresse dans ses relations avec les hommes. Il convenait à l'Empereur et encore plus à M. de Talleyrand. Le moment de sa plus grande faveur fut certainement dans l'année qui préceda et l'année qui suivit le couronnement. Bientôt, les soucis et les périls inséparables de la vie de cour se développèrent. L'entourage du prince, plus nombreux, plus brillant, plus aristocratique obscurcit le mérite relatif de mon père comme courtisan. Le caractère de l'Empereur déposant toute contrainte, perverti par le despotisme, aigri par les ennuis et les obstacles,, enorgueilli jusqu'à la démence par les succès, pesa lourdement sur tout ce qui l'approchait. Les dégoûts se multiplièrent. Mon père eut sa part d'ennuis, de maladresses, de négligences et enfin de disgrâce »

Vers 1812, les Rémusat sont à peu près disgraciés, l’étoile des protecteurs Talleyrand et Joséphine ayant pâli, et se rallient aux Bourbons à la Restauration. 
Pendant les Cent-Jours, Auguste de Rémusat, frappé d'une sentence d'exil hors Paris - Napoléon a trouvé aux Tuileries une lettre de Talleyrand qui le recommande à Louis XVIII - se retire à Lafitte. 
En 1815, grâce à Talleyrand qui est président du Conseil des ministres, Auguste devient préfet de la Haute-Garonne, dans un contexte de Terreur blanche, difficile pour un préfet de Talleyrand ayant servi Bonaparte. Arrivé à Toulouse le 19 juillet, il trouve un autre préfet Limairac, beau-frère de Villèle, qui exerce l'autorité au nom du duc d'Angoulême et ne peut prendre ses fonctions que le 13 août 1815. Le 15 août, le général Ramel, commandant de la place de Toulouse, maintenu par Louis XVIII,qui refuse d'incorporer des volontaires royaux dans la garde nationale, est assassiné  par des « Verdets » sans que les autorités, le maire Villèle et le préfet ne puissent intervenir. L'attitude de Rémusat contribue à ramener le calme et rétablir l'autorité de l'État.
En février 1817, il est nommé préfet du Nord. Il est limogé en 1822, à la fin de la Restauration libérale, par Villèle lorsque les ultras arrivent au pouvoir.
Claire de Rémusat meurt à Paris en 1821 à l'âge de 41 ans. Sa dépouille repose au Cimetière du Père-Lachaise (26e division).
Auguste de Rémusat meurt en 1823.

## Fonctions
- Avocat général à la Cour des aides de Provence, à Aix-en-Provence (Ancien Régime)
- Préfet du Palais (1802)
- Surintendant des théâtres impériaux (1807)
- Préfet de la Haute-Garonne (12 juillet 1815, 13 août 1815 - mars 1817)
- Préfet du Nord (5 février 1817 - 9 janvier 1822)

## Titres
- 1er Comte de Rémusat et de l'Empire (par lettres patentes du 27 novembre 1808)

## Décorations
- Officier de la Légion d'honneur
- Ordre de Saint-Hubert (Bavière)

## Honneurs
- Premier Chambellan de Napoléon Ier
- Grand maître de la garde-robe de l'Empereur

## Hommage
Il est présent sur l'œuvre de David, Le Sacre de Napoléon.

## Armoiries
« Armes de la Famille Rémusat : D'azur, au chevron d'or, accompagné en chef de deux roses d'argent, et en pointe d'une hure de sanglier arrachée du même. Le rameau établi à Paris, porte tous les meubles d'or. »

| Figure | Blasonnement |
|        | Armes du comte de Rémusat et de l'Empire, 1808 De gueules, au filet d'argent formant parti, au 1 au chevron d'or accompagné en chef de 2 étoiles de 6 rais du même et en pointe d'une hure de sanglier de sable défendue d'argent ; au 2 aux 3 pigeons essorants d'argent, ceux du chef affrontés ; au canton des Comtes présidents du collège électoral brochant. |